# Hans Joachim von Zieten
Hans Joachim von Zieten (14 mai 1699 - 26 janvier 1786) est un général prussien qui sert dans de nombreuses guerres et batailles de Frédéric le Grand.

## Débuts militaire
Fils de Joachim Matthias von Zieten, il commence sa carrière militaire comme volontaire dans le régiment d'infanterie (de) von Schwendy (de), après dix ans de service il devient lieutenant des dragons. Impliqué dans quelques transactions commerciales de son commandant d'escadron, il parvient à se disculper, et est muté dans un régiment de hussard, qui est une nouvelle arme. En 1735, le Rittmeister (capitaine) von Zieten participe à la campagne du Rhin sous les ordres du général autrichien Baronay.

## Promotion
En 1741, tout juste promu lieutenant-colonel, Zieten rencontre son ancien professeur à la bataille de Rothschloss et le défait. Chevaleresque, l'Autrichien lui envoie une lettre élogieuse quelques jours plus tard. Le général Winterfeldt (commandant en chef à Rothschloss) fait un rapport tellement favorable que Zieten est remarqué par Frédéric II pour un commandement plus élevé. Un an plus tard, il est colonel d'un nouveau régiment de hussards.
Dans l'incursion en Moravie l'année suivante, Zieten et ses cavaliers pénètrent presque jusqu'à Vienne. Dans la retraite vers la Silésie, il est constamment employé à l'arrière-garde.

## Distinction
Tout aussi valeureuse est sa participation dans la seconde guerre de Silésie. Dans la paix courte qui suit, les hussards, comme le reste de la cavalerie prussienne, subissent une réforme complète. Ils sont alors considérés comme la meilleure unité de cavalerie de l'époque. Zieten combat brillamment à la bataille de Moldau Tein alors qu'il vient d'être promu major-général.
Les hussards se couvrent de gloire à la bataille de Hohenfriedberg et à la bataille d'Hennersdorf, qui terminent la seconde guerre de Silésie. Pendant les dix années de paix qui suivent, l'armée prussienne ne se repose pas sur ses lauriers, mais poursuit son entraînement et sa formation.

## Guerre de Sept Ans

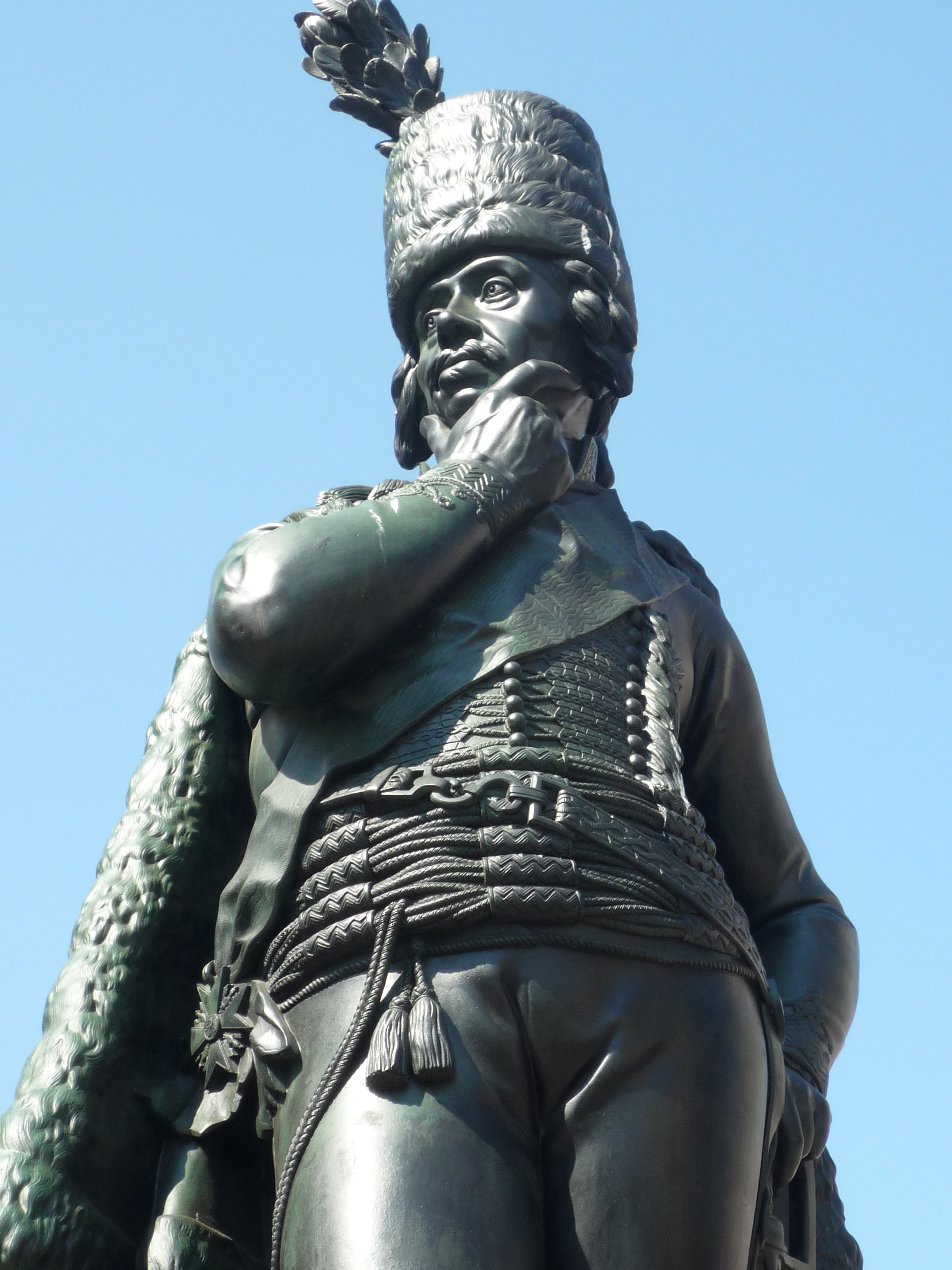
Statue de Zieten, autrefois à la Wilhelmplatz de Berlin, d'après Johann Gottfried Schadow, coulée en bronze par August Kiß, aujourd'hui au coin de la Wilhelmstraße

Quand la guerre de Sept Ans éclate en 1756, Zieten vient d'être fait lieutenant-général. à la bataille de Reichenberg et à la bataille de Prague il occupe des commandements importants, et à la désastreuse bataille de Kolin, le 18 juin 1757 seule sa cavalerie remporte quelques succès. À la bataille de Leuthen, une des plus brillantes du XVIIIe siècle, la cavalerie de Zieten lance les hostilités et met les Autrichiens en déroute. En juin 1758, il protège un convoi de 4 000 charriots d'approvisionnements accompagné de 2 500 têtes de bétail, destinés à l'armée assiégeant Olomouc, ce qui ne l'empêche pas d'être anéantie à la bataille de Domstadtl. En dépit de cela, il continue à avoir la confiance de Frédéric, pendant la totalité de la guerre.

## Erreurs et retraite
En lançant prématurément l'attaque à la bataille de Torgau, il commet la seule grande erreur de sa carrière, mais il compense cette erreur par son assaut sur les hauteurs de Siptitz, qui décide du sort de la bataille. Après la guerre, le général Zieten prend sa retraite, considéré comme un héros par le peuple aussi bien que par l'armée.
Frédéric le Grand doit lui interdire de participer à la guerre de Succession de Bavière, qui se déclare. Il termine sa vie dans son domaine de Wustrau avec sa nièce, Leopoldine von Blumenthal (dont le fils servait dans son régiment). C'est elle qui recueillit ses souvenirs pour en faire une biographie.
Six ans après sa mort, le successeur de Frédéric fait ériger un monument à sa mémoire (de) sur la Wilhelmplatz à Berlin.